# Бляник, Лешек
Ле́шек Ро́берт Бля́ник (пол. Leszek Robert Blanik; род. 1 марта 1977, Водзислав-Слёнски, Катовицкое воеводство) — польский гимнаст, чемпион Олимпийских игр 2008, чемпион мира и Европы, депутат Сейма Польши VII созыва.

## Биография
Родился 1 марта 1977 года в Воздиславе-Слёнском. Окончил магистратуру Академии физической культуры и спорта имени Анджея Снядецкого в 2003 году. В ходе карьеры выступал до 1997 года в гимнастическом клубе «Радлин», затем перешёл в команду АВФ из Гданьска. За годы своих выступлений завоевал бронзовую награду на Олимпийских играх в Сиднее в опорном прыжке, три награды на чемпионатах мира (серебро 2002 и 2005 годов, золото 2007), две награды на чемпионатах Европы (золото 2008 и бронза 2004), а также золото Олимпийских игр 2008 года в Пекине. В 2001 году ему покорилась серебряная медаль Игр доброй воли.
На пекинской Олимпиаде во время своего выступления 18 августа 2008 в опорном прыжке Бляник исполнил двойное сальто вперёд в согнутом положении, чем вписал своё имя в историю спортивной гимнастики — в его честь этот прыжок №332 (согласно реестру Международной федерации гимнастики) получил название «бляник».
29 мая 2010 года Бляник официально завершил карьеру, объявив об этом во время своей гимнастической программы «Лешек Бляник — последний прыжок». В 2011 году Лешек баллотировался в Сейм Республики Польши как беспартийный депутат, успешно прошёл туда и вошёл в состав партии «Гражданская платформа».
В честь Лешека Бляника был назван спортивный зал клуба «Радлин». Лешек женат на Марите. Владеет, помимо польского, английским и русским языками.

## Достижения
- Чемпион Олимпийских игр 2008
- Бронзовый призёр Олимпийских игр 2000
- Чемпион мира 2007
- Чемпион Европы 2008